# Salmo rizeensis
Salmo rizeensis es una especie de pez del género Salmo.

## Descripción
Cuenta con 11 radios blandos anales, 55-57 vértebras. El cuerpo es de color parduzco con manchas oscuras, generalmente negras, pequeñas o medianas, oceladas; algunos ejemplares encontrados presentan manchas rojas no muy visibles en el cuerpo formadas de 3-4 filas longitudinales irregulares. Cuenta con un tamaño de 25 cm de longitud (9,84 pulgadas), es una especie relativamente pequeña, aunque la cabeza es larga, aleta adiposa delgada.

## Distribución y hábitat
Se distribuye por Asia, en los arroyos y ríos de la desembocadura del mar Negro, en el sureste de Turquía. Reportado en la cuenca del Sakarya, posiblemente habita en Georgia. Especie marina bentopelágica de agua dulce que prefiere pequeñas pozas de arroyos con aguas frías y cristalinas, donde se concentra oxígeno disuelto y sustratos conformados por rocas, piedras y guijarros. La especie inverna debajo de rocas, piedras o en la arena y  desova entre septiembre y octubre.